# Temporada 1997-1998 del Liceu
| Temporada 1997-1998 del Liceu |                        |                     |                                                      | |                  |                  |
| Òpera                         | Compositor             | Director musical    | Director d'escena                                    | Papers principals | Producció        | Dates            |
| La favorita                   | Gaetano Donizetti      | Richard Bonynge     | En versió de concert. Al Palau de la Música Catalana | Gloria Scalchi, Josep Bros, Carlos Álvarez, Stefano Palatchi, Josep Ruiz, Begoña Alberdi, Antoni Lluch                                                |                  | 23, 26 març      |
| Eugeni Onegin                 | Piotr Ilitx Txaikovski | Alexander Anissimov | Peter Konwitschny                                    | Wojciech Drabowicz, Rita Gorr, Viorica Cortez, Solveig Kringeiborn, Evan Bowers, Konstantin Gorny, Aik Martirossian, Itxaro Mentxaka, Eduard Giménez, | Òpera de Leipzig | 17 al 29 de maig |